# Mirzälädi-sjön
Mirzälädi-sjön (azerbajdzjanska: Mirzələdi gölü) är en saltsjö i Azerbajdzjan.   Den ligger i distriktet Apsjeron, i den östra delen av landet, 15 km norr om huvudstaden Baku. Arean är 3,7 kvadratkilometer.
Omgivningarna runt Mirzälädi-sjön är i huvudsak ett öppet busklandskap. Runt Mirzälädi-sjön är det tätbefolkat, med 982 invånare per kvadratkilometer.